# Dennis Green (piragüista)
Dennis Allan Green (Sídney, 26 de mayo de 1931-Sídney, 5 de septiembre de 2018) fue un deportista australiano que compitió en piragüismo en la modalidad de aguas tranquilas.
Participó en cinco Juegos Olímpicos de Verano, entre los años 1956 y 1972, obteniendo una medalla de bronce en Melbourne 1956, en la prueba de K2 10 000 m.
Fue el abanderado de Australia en la ceremonia de apertura de los Juegos Olímpicos de Múnich 1972.
En 2000 fue condecorado con la Medalla Deportiva Australiana y en 2007 con la Medalla de la Orden de Australia (OAM).

## Palmarés internacional
| Juegos Olímpicos | Juegos Olímpicos      | Juegos Olímpicos  | Juegos Olímpicos |
| Año              | Lugar                 | Medalla           | Competición      |
| ---------------- | --------------------- | ----------------- | ---------------- |
| 1956             | Melbourne (Australia) | Medalla de bronce | K2 10 000 m      |